# Славянски народи
Славянски народи са етнолингвистична общност от модерни народи, които говорят на един от славянските езици и притежават в различна степен сходен генетичен произход и сходни етно-културни, антропологически, етнографски и фолклорни характеристики. Понятието е исторически тясно свързано с понятието славяни.
Съществуват следните славянски народи:
- Източни славянски народи:
  - руснаци
    - липованци

  - украинци
  - русини
    - лемко
    - бойко
    - хуцули

  - беларуси
    - полешуци (преходна група – между украинци и беларуси)

- Западни славянски народи:
  - поляци
    - мазурци
    - силезци
    - вармяки

  - поморяни (померански славяни)
    - кашуби
    - словинци
    - коцевяци
    - боровяци

  - чехи
    - моравци

  - словаци
  - лужичани (сорби, лужишки сърби)

- Южни славянски народи:
  - Източна група
    - българи
    - горани
    - македонци

  - Западна група
    - бошняци
    - хървати
    - сърби
    - черногорци
    - словенци